# Georges Van der Poele
Georges Van Der Poele (Gante, 26 de marzo de 1868-Etterbeek, 1944) fue es un jinete belga que compitió en la modalidad de salto ecuestre. Participó en los Juegos Olímpicos de París 1900, obteniendo dos medallas, plata en la prueba individual y bronce en salto alto.

## Palmarés internacional
| Juegos Olímpicos | Juegos Olímpicos | Juegos Olímpicos  | Juegos Olímpicos |
| Año              | Lugar            | Medalla           | Categoría        |
| ---------------- | ---------------- | ----------------- | ---------------- |
| 1900             | París (Francia)  | Medalla de plata  | Individual       |
| 1900             | París (Francia)  | Medalla de bronce | Salto alto       |